# Родинъярви
Родинъярви (карел. Rodinjärvi) — озеро в южной части Республики Карелия (Пряжинский район, территория Крошнозерского сельского поселения), исток реки Маньга.

## Общие сведения
Площадь поверхности — 0,62 км². Высота над уровнем моря — 139 м.
Входит в топозерскую группу озёр бассейна реки Шуи, впадающей в Онежское озеро.
Ихтиофауна представлена следующими видами рыб: щука, плотва, налим, окунь и ёрш.
На западном побережье озера до середины XX века располагалась деревня с одноимённым названием. 26 апреля 1939 года постановлением Карельского ЦИК в деревне была закрыта часовня.
|  |